# Пащевский, Геннадий Анатольевич
Геннадий Анатольевич Пащевский — полковник, военный лётчик 1-го класса, активист ветеранского движения, Почётный гражданин Краснодара, почётный гражданин Тахтамукайского района Республики Адыгея. Участник Великой Отечественной войны, участник Парада Победы в 1945 году.

## Биография
Геннадий Анатольевич Пащевский родился 20 мая 1923 года в селе Новая Шульба Семипалатинской губернии (ныне Восточно-Казахстанская область Казахстана).

### Участие в Великой Отечественной войне
В июне 1941 года Геннадий Пащевский был призван Алма-Атинским РВК в РККА и направлен в Чкаловскую военно-авиационную школу. По завершении обучения в июне 1942 года направлен в 63-й бомбардировочный авиационный полк 132-й бомбардировочной авиационной дивизии. Прибыв в полк, Пащевский, ранее учившийся летать на истребителе, сумел освоить новый тип самолёта — американский бомбардировщик «Бостон» и с октября 1942 года участвовал в боевых действиях.
В 1942 — первой половине 1944 в составе полка принимал участие в боевых действиях на Северном Кавказе и в Причерноморье (Туапсе, Адлер), наносил удары по противнику в Керченском проливе и в Крыму. За первых 16 успешных боевых вылетов в ночное время суток приказом по 132-й бад 8 мая 1943 года пилот 63-го ночного авиаполка сержант Пащевский награждён орденом Красной Звезды
. За 75 ночных боевых успешных вылетов и уничтожение 7 самолётов, 4 складов, 5 автомашин, 2 ДЗОТов 6 сентября 1943 года старший летчик 63-го ночного авиаполка лейтенант Пащевский награждён орденом Отечественной войны I степени. С 10 апреля 1944 года в составе полка участвовал в освобождении Крыма, в том числе в штурме Керчи и освобождении Севастополя.
После освобождения Крыма полк был переброшен в Белоруссию, где действовал в интересах 2-го Белорусского фронта, начиная с Бобруйской операции. Продолжая воевать в составе 63-го полка старший летчик лейтенант Пащевский 6 июля 1944 года награждён орденом Красного Знамени за 63 успешных боевых вылетов на самолёте «Бостон» и уничтожение 5 самолётов, 4 барж, 3 складов с боеприпасами, 1 склада с ГСМ. С декабря 1944 года принимал участие в боевых действиях на территории Польши и восточной Германии. Свой последний боевой вылет Геннадий Анатольевич выполнил 28 апреля 1945 года — на бомбардировку Берлина. Всего на счету Г. А. Пащевского 204 боевых вылета..
В 1943 году вступил в ВКП(б).
24 июня 1945 года Г. А. Пащевский принял участие в Параде Победы в составе сводного полка 132-й бомбардировочной авиационной Севастопольской дивизии 2-го Белорусского фронта.

### После войны
После завершения боевых действий Пащевский остался на военной службе. Освоил самолёт Ту-2. В 1948—1952 годах проходил службу в войсковой части № 93051, сотрудники которой участвовали в испытаниях атомного оружия. 29 августа 1949 года принял участие в испытании на Семипалатинском полигоне (Казахстан) первой советской атомной бомбы. С 1961 года занимал должность начальник штаба содействия при военном комиссариате.
В 1965 году вышел в запас. Проживал в Кореновске. В 1976 году Геннадий Анатольевич вместе с супругой Елизаветой Петровной переехали в Краснодар. После выхода в запас Пащевский ещё 30 лет продолжал активную трудовую деятельность: работал в ГРС № 5, а затем в ГРС № 4 Краснодара, в Первомайском райвоенкомате, в городской автодружине.
Вскоре после переезда в Краснодар Пащевский активно включился в ветеранскую работу и в 1978 году возглавил первичную ветеранскую организацию. С 1996 года — руководитель Совета ветеранов Центрального округа города Краснодара.
В 1999 году в связи с 50-летием испытания первой советской атомной бомбы Г. А. Пащевский, как один из участников испытания, Указом президента Российской Федерации награждён орденом Мужества.
Геннадий Анатольевич проводил активную воспитательно-патриотическую работу в учебных заведениях Краснодара, регулярно участвовал в городских мероприятиях по патриотическому воспитанию молодежи. По инициативе Пащевского были установления тесные отношения между ветеранами Краснодара и Тахтамукайского района Республики Адыгея.
Геннадий Анатольевич умер 20 июля 2013 года в Краснодаре. Похоронен на аллее почётных захоронений Славянского кладбища Краснодара.

## Награды и звания
Награждён орденом Мужества», орденом Красного Знамени, тремя орденами Красной Звезды, орденом Отечественной войны I степени, двумя орденами Отечественной войны II степени, более двадцатью пятью медалями, в том числе: медаль «За боевые заслуги», медаль «За оборону Кавказа», медаль «За взятие Кёнигсберга», медаль «За победу над Германией в Великой Отечественной войне 1941—1945 гг.», медалями администрации Краснодарского края и муниципального образования город Краснодар: «За заслуги», «За выдающийся вклад в развитие Кубани 2 степени», «За выдающиеся особые заслуги Республики Адыгея».
Удостоен почётных званий: «Лауреат Лиги Мира Республики Адыгея» и «Почётный гражданин Тахтамукайского района Республики Адыгея», «Почётный гражданин города Краснодара».

## Труды
- Сборники стихов о боевых товарищах и летчиках[5].
- В 2008 году краснодарским издательством «Ультрапресс» была издана книга воспоминаний Геннадия Пащевского «Ночные бомбардировщики выходят на цель»[22].

Книга сыграла важную роль в работе поисковых отрядов при опознавании погибших в небе над Кубанью однополчан Пащевского, чьи останки были найдены поисковыми отрядами Краснодарского края.

## Память
Решением городской Думы города Краснодара от 19 июня 2014 года была установлена мемориальная доска на стене дома 46 по улице Филатова, где проживал Почётный гражданин города Пащевский.